# チェルミス・ロープウェイ切断事件
チェルミス・ロープウェイ切断事件（チェルミス・ロープウェイせつだんじけん）は、1998年2月3日にイタリアのチェルミス山で発生した、アメリカ海兵隊航空機によるロープウェイのケーブル切断事件。
トレントの北東40キロメートルに位置し、スキー・リゾート地として知られる山村カヴァレーゼが事件の舞台となった。ロープウェイのゴンドラに乗っていた20名全員が死亡した。
航空機のパイロットである海兵隊のリチャード・J・アシュビー大尉と、その航法士ジョゼフ・シュワイツァー大尉は軍法会議にかけられた。過失致死の罪については無罪となったものの、機に搭載されていたビデオテープを破棄していたことから司法妨害および将校及び紳士に相応しくない行為について有罪となり海兵隊を不名誉除隊となった。
事件および一回目の裁判における無罪評決はイタリア国民の感情を刺激し、アメリカ合衆国とイタリア間の外交問題に発展した。

## 経緯

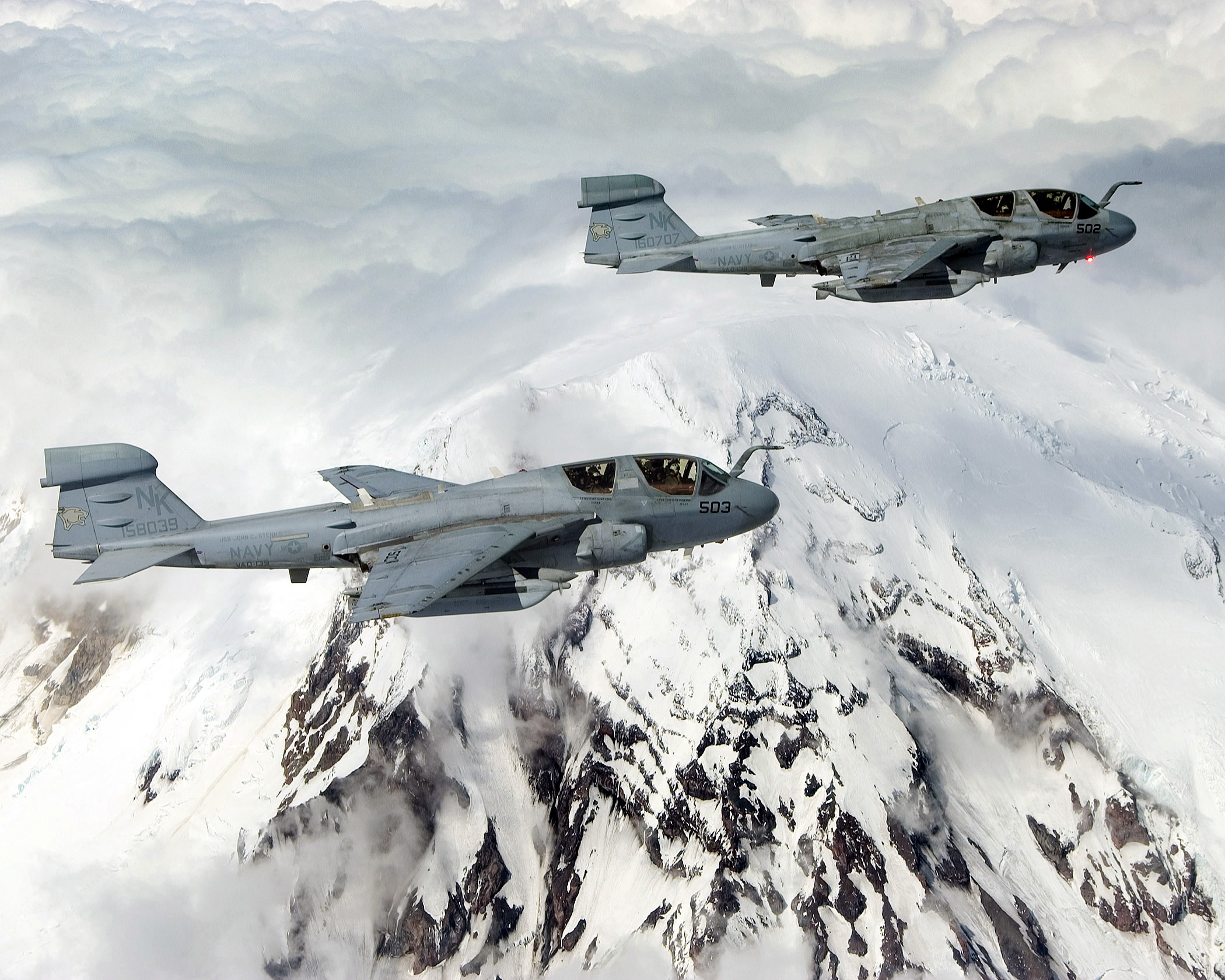
事件を起こしたものと同型機のEA-6Bプラウラー

1998年2月3日の現地時間で14時13分に米海兵隊の第2海兵戦術電子戦飛行隊(VMAQ-2)に所属する電子戦機のEA-6Bプラウラー（BuNo 163045, 'CY-02', callsign Easy 01）が低高度飛行訓練中に、チェルミス山の山頂と麓を結ぶロープウェイのケーブルに接触した。
機は時速540マイルで260から330フィートの高さを低空飛行していたが、アメリカ国防総省の指針ではこの地域における最低高度は1000フィートであった。地点北緯46度17分01秒 東経11度28分02秒 / 北緯46.283733度 東経11.467237度において機の右翼がケーブルと接触し、20人の乗員・乗客が乗りこんで山頂から下降していたゴンドラが落下、80メートル下の地面に激突した。乗員・乗客は全員が死亡した。機は翼と尾翼に損傷を負ったものの、所属基地であるアヴィアーノ郊外のアヴィアーノ空軍基地に帰還した。
米国海軍及び海兵隊所属の軍人の犯罪捜査の管轄権は海軍犯罪捜査局とされているところ、本件の調査には海兵隊が介入し犯罪捜査の権限もなく、犯罪捜査部門を持たない海兵隊が捜査を担当した。なお、本件事件及び米国内で行われた軍法会議の結果、米海兵隊はアヴィアーノ空軍基地から撤退している。

## 犠牲者
落下したゴンドラには1人の乗員と19人の乗客が乗車していた。乗客は全てヨーロッパ諸国の国民で、ドイツ人が8人、ベルギー人が5人、イタリア人が3人、ポーランド人が2人、オーストリア人とオランダ人が1人ずつだった。

## 反応
当時アメリカ合衆国大統領であったビル・クリントンは公式に謝罪するとともに、賠償金の支払いを確約した。駐イタリア大使のトーマス・M・フォグリエッタは事件現場に赴き跪いて祈りをささげ、謝罪を行った。
イタリア国内では事件を「チェルミスの虐殺」（Strage del Cermis）と呼称され、反米抗議デモが発生した。イタリアにおけるアメリカ軍の駐留に反対する意見や、NATO加盟への疑問も見られた。デモの参加者にはイタリア語でnatoが「生まれる」を意味することから、「Born to kill」（生来必殺）と掛けて「NATO per uccidere」とのプラカードを掲げるものもいた。

## 裁判

### アメリカでの裁判
イタリアの検察当局は4人の海兵隊員をイタリアの司法で訴追することを望んだが、イタリアの裁判所は事件の司法権はNATO条約の規定によってアメリカにあると判断した。
当初は機に搭乗していた4人全ての訴追が検討されたが、司法取引によって最終的にはパイロットであった海兵隊大尉のリチャード・J・アシュビーとその航法士ジョゼフ・シュワイツァー大尉のみが20人の非故意故殺と過失致死容疑で裁判にかけられることになった。アシュビーの裁判はノースカロライナ州のラジューン海兵隊基地において開始された。
裁判において、携帯していた航法地図にケーブルが記載されておらず、またEA-6Bは軍の規定よりもやや速く、また著しく低い高度を飛行していたことがあきらかとなった。当時の規定最低高度は2000フィート（610メートル）であったが、パイロットは事故当時1000フィート（300メートル）を飛行していると考えていたと主張した。実際にはケーブルは高度360フィート（110メートル）で切断されている。パイロットはまた機体の高度計が適切に機能しておらず、また速度規定についても知らなかったと述べた。
1999年3月に裁判長は無罪判決を言い渡した。これを受けてシュワイツァーについての起訴も取り下げられた。

### 軍法会議
二人はこの飛行を最後にボスニアにおける任務を終了しアメリカの基地に帰還することになっており、それを記念するために機体にビデオカメラを搭載していた。二人はこのビデオテープを事故当日に破棄しており、この行為は証拠隠滅を疑われ、司法妨害および将校及び紳士に相応しくない行為で再び軍法会議にかけられた。
アシュビーは事故後にビデオテープをシュワイツァーに手渡したことは認めたが、その後どうなったかについては何も知らないと主張した。シュワイツァーは裁判において、ビデオテープは飛行時には録画されておらず事故後にも再生していないと涙ながらに訴え、自分が破棄したテープには自分が笑っている姿が映っていたため、イタリアのメディアにより扇情的に利用されるのを恐れたために破棄したのだと主張した。
裁判は規定により海兵隊士官により構成される陪審員団により裁かれ、1999年5月に二人は不名誉除隊となることが決定された。海兵隊の広報担当官は、不名誉除隊は十分に重い刑罰であるとコメントしている。パイロットについては「6か月の禁固刑」も言い渡され、服役態度が良好であったため4か月半で釈放された。アシュビーは釈放のすぐあとに、ラスベガスのカジノにおいて不法侵入の容疑で捜査を受けている。

### 再調査の要請
2007年になり、アシュビーとシュワイツァーは事件の再調査を要求した。彼らは以前の裁判において「検察官と弁護士が密約を交わし、イタリア世論を考慮して過失致死罪を取り下げる代わりに司法妨害で裁くことにしたのだ」と主張した。彼らの要求は同年11月に却下された。

## 補償
1999年2月までに犠牲者の遺族は犠牲者一人あたり6万5000ドルの一時金をイタリア政府から受け取っている。1999年5月にアメリカ議会は4000万ドル規模の補償予算を否決した。
同年12月にイタリア議会は、一人当たり190万ドルの補償金を承認した。NATOの規約により、アメリカ政府はこの金額の75%を支払った。これを単純計算すると、2850万ドルを支払った計算である。

## 類似の事故
1976年3月9日には同じロープウェイにおいて支持ケーブルが切れ、子供15人を含む42人が死亡する事故が発生している。
1961年8月にフランスにおいても類似の事故が発生している。この事故ではフランス空軍機がエギーユ・デュ・ミディからモンブランをつないでいたケーブルを切断し、6人が死亡した。

## 参照
1. ↑  Scaliati, Giuseppe (2006). Dove va la Lega Nord: radici ed evoluzione politica di un movimento populista. Zero in condotta. p. 67. OCLC 66373351
2. ↑  John Tagliabue with Matthew L. Wald, "Death in the Alps: a special report.; How Wayward U.S. Pilot Killed 20 on Ski Lift", The New York Times, February 18, 1998.
3. 1 2  staff, Italian outrage over cable car tragedy, BBC news, Wednesday, February 4, 1998.
4. ↑  Le Vittime (list of the names of the victims) by the Comitato 3 Febbraio per la giustizia (February 3rd Committee for Justice), from valdifiemme.it （イタリア語）
5. ↑  Mary Dejevsky, "Cable car pilot not guilty of killings", Independent, The (London),  Mar 5, 1999, via FindArticles
6. ↑  “Jury Sentences Marine in Ski-Lift Incident to Dismissal”. New York Times. (1999年4月3日)
7. ↑  “Pilot in Fatal Ski Gondola Accident Kicked Out of Casino”. Los Angeles Times. (1999年11月5日)
8. ↑  Visconti, Andrea (2008年2月2日). “Cermis, patto segreto dietro il processo” (イタリア語). la Repubblica.it
9. ↑  "America's Obligation in Italy", The New York Times, March 10, 1999
10. ↑  "US Congress decision not acceptable for Cavalese victims' lawyer", Agence France Presse, May 17, 1999
11. ↑  "Families of victims in Italian ski-lift disaster compensated", Agence France Presse, April 26, 2000

座標: 北緯46度15分20秒 東経11度30分24秒 / 北緯46.25556度 東経11.50667度